# Consejo Económico y Social de Castilla y León
El Consejo Económico y Social (CES) fue creado por Ley 13/ 1990, de 28 de noviembre (BOCyL de 14 de diciembre de 1990 y B.O.E. de 1 de febrero de 1991), para el cumplimiento de la función constitucional de facilitar la participación de todos los ciudadanos en la vida política, económica, social y cultural, reafirmando así, el desarrollo del Estado Social y Democrático de Derecho.
El Consejo Económico y Social es un Órgano Colegiado de carácter consultivo, con funciones de asesoramiento y colaboración en materia socioeconómica dentro de la comunidad autónoma. Se configura como una institución de derecho público, con personalidad jurídica propia e independiente respecto de los órganos de la Comunidad y como órgano permanente de comunicación entre los distintos intereses económicos y sociales de la Comunidad y de asesoramiento y diálogo entre estos y la Administración Autonómica.
Se trata de una de las 4 Instituciones Propias de la comunidad formada por las tierras castellanas y leonesas, según se refleja en el Estatuto de Autonomía de Castilla y León

## Composición
El Consejo Económico y Social está compuesto por 36 miembros, distribuidos de la siguiente forma:
a) Doce representantes de las organizaciones sindicales más representativas de la comunidad autónoma de Castilla y León, designados por éstas en los términos que establezcan las normas que sean de aplicación.
b) Doce representantes de las organizaciones empresariales más representativas de ámbito territorial en toda la comunidad autónoma, de acuerdo con la representación institucional que ostenten.
c) Doce miembros distribuidos y designados de la siguiente forma:
· Cuatro expertos designados por la Junta de Castilla y León.
· Dos expertos designados por la Cortes de Castilla y León.
· Cuatro representantes de las organizaciones profesionales agrarias de ámbito regional, designados por ellas mismas.
· Un representante de las asociaciones o federaciones de asociaciones de consumidores de ámbito regional, designados por ellas mismas.
· Un representante de las cooperativas y sociedades anónimas laborales designado por sus organizaciones de ámbito regional.
En los supuestos a que se refieren los apartados a), b) y c) anteriores, se designará igual número de suplentes que de miembros efectivos. Los suplentes podrán asistir a las sesiones en sustitución de los miembros efectivos.
Los miembros del Consejo serán nombrados por resolución de la Presidencia de las Cortes de Castilla y León, a propuesta de las organizaciones e instituciones a las que representen. Serán nombrados por un periodo de cuatro años, sin perjuicio de su reelección.
No obstante cada una de las partes podrá sustituir a los miembros designados como titulares o suplentes, permaneciendo el sustituto en el cargo, el tiempo que restare al miembro sustituido para el cumplimiento del periodo de cuatro años.

## Funciones
De acuerdo con su Ley de Creación, son funciones del Consejo Económico y Social las siguientes:
· Informar con carácter previo a su tramitación, los proyectos de Ley y de Decreto relacionados con la política socioeconómica de la comunidad autónoma que, preceptivamente deberán ser sometidos a su consideración. (Informes Previos)
· Conocer el Proyecto de Ley de Presupuestos Generales de la comunidad autónoma. A tal efecto, la Junta de Castilla y León remitirá al Consejo Económico y Social, su texto y demás documentos que al mismo se acompañen, simultáneamente a su envío a las Cortes de Castilla y León.
· Formular propuestas a la Junta de Castilla y León sobre materias de la competencia de este Consejo.
· Elaborar dictámenes e informes en cualquier clase de asuntos de carácter socioeconómicos. Por iniciativa propia, a petición de los Órganos de la Administración de la comunidad autónoma o de las Cortes de Castilla y León, previo acuerdo de sus Comisiones. (Informes a Iniciativa Propia)
· Servir de cauce de participación y diálogo permanente entre los interlocutores sociales en el debate de los asuntos socioeconómicos.
· Participar con su asesoramiento y colaboración, en el desarrollo y planificación de la actividad económica del sector público de la comunidad autónoma que la Junta de Castilla y León elabore.
· Canalizar demandas y propuestas de carácter socioeconómico, procedentes de asociaciones e instituciones con actividad económica y social en el ámbito de la comunidad autónoma con representación en el Consejo.
· Emitir anualmente, dentro del primer semestre de cada año, un informe sobre la situación general socioeconómica de la Comunidad. Dicho informe será remitido a la Junta de Castilla y León y a las Cortes Regionales. (Informe Anual)
· Formular recomendaciones y propuestas en relación con situaciones coyunturales de sectores económicos y sociales determinados, a las Instituciones Básicas de la comunidad autónoma.

## Presidentes
Desde su creación las personas que han ocupado la presidencia de Consejo Económico y Social de Castilla y León han sido:
- D. José Manuel García Verdugo. Nombramiento: 22/04/1991.[1]
- D. Pablo Antonio Muñoz Gallego.Nombramiento: 15/02/1996.[2]
- D. Raimundo M. Torío Lorenzana. Nombramiento: 08/02/2001.[3]
- D. José Luis Díez-Hoces de la Guardia. Nombramiento: 16/10/2003.[4]
- D. José Luis Díez-Hoces de la Guardia. Nombramiento: 11/12/2008.[5]
- D. Germán Barrios García. Nombramiento: 06/06/2013.[6]
- D. Germán Barrios García. Nombramiento: 11/04/2018.[7]
- D. Enrique Cabero Morán. Nombramiento: 20/11/2019.[8]

## Sede
Tiene su sede en la ciudad de Valladolid.

## Publicaciones
- Informe sobre la Situación Económica y Social de Castilla y León: Informe que realiza el Consejo Económico y Social de Castilla y León en el primer semestre de cada año sobre el año anterior.

- Informes Previos: Informes preceptivos sobre proyectos de ley o de decreto de contenido socioeconómico sometidos a consulta del CES.

- Informes a Iniciativa Propia: Informes realizados por iniciativa del Consejo. Incluyen el documento técnico que ha servido como base para su elaboración.

- Memoria de Actividades: Compendio anual de las actividades realizadas por el CES de Castilla y León. Incluye información detallada de los informes aprobados y de la organización y funcionamiento de la Institución.
- Premio Colección de Estudios CESCYL: La Colección de Estudios del Consejo Económico y Social, recoge trabajos de carácter técnico en materias económicas o sociales que se consideran de interés para un mejor conocimiento de la situación de Castilla y León en dichas materias.
- Premio de Investigación CESCYL: Colección de revistas de investigación clasificadas por años.
- Boletín Estadístico: Selección de indicadores coyunturales actualizada semanalmente por el CES.
- Fichas de actualidad: Son el resultado de la evaluación, día a día, de datos sobre estadísticas de Castilla y León, la mayor parte de ellas coyunturales, o del seguimiento de otros temas o estadísticas de interés que por su actualidad o novedad aporten datos o información relevante para el trabajo que desarrolla el CES.

### Organizaciones que lo componen (01/01/2021)
Grupo I. Organizaciones Sindicales más representativas en CyL
- Unión Sindical de Comisiones Obreras de Castilla y León (CC.OO.)
- Unión Regional de Castilla y León (UGT)

Grupo II. Organizaciones Empresariales más representativas en CyL
- Confederación Española de Organizaciones Empresariales de Castilla y León (CEOE CyL)

Grupo III. Otros
- Asociación Agraria de Jóvenes Agricultores de Castilla y León] (ASAJA)
- Cooperativas de Castilla y León: AEMTA Sociedades Laborales de Trabajo de Castilla y León, Unión Regional de Cooperativas Agrarias de Castilla y León
- Unión de Campesinos de Castilla y León (UCCL)
- Unión de Consumidores de Castilla y León (UCE)
- Unión de Pequeños Agricultores de Castilla y León (UPA)
- Grupo de Expertos designados por la Junta de Castilla y León

## Redes sociales
- Página de Facebook del CESCyL
- Twitter del CESCyL
- Página de Instagram del CESCyL
- Canal de YouTube del CESCyL